# Miss Rockaway Armada
Miss Rockaway Armada is een gezelschap van ongeveer dertig kunstenaars uit de Verenigde Staten. 
Twee zomers lang voeren ze de rivier de Mississippi af op van afval gebouwde vlotten. Regelmatig meerden ze aan om festivals te organiseren. Op 7, 8 en 9 november 2008 was Miss Rockaway Armada geprogrammeerd als onderdeel van het festival Heartland in Eindhoven.